# Верхня Лужиця

Герб Верхньої Лужиці

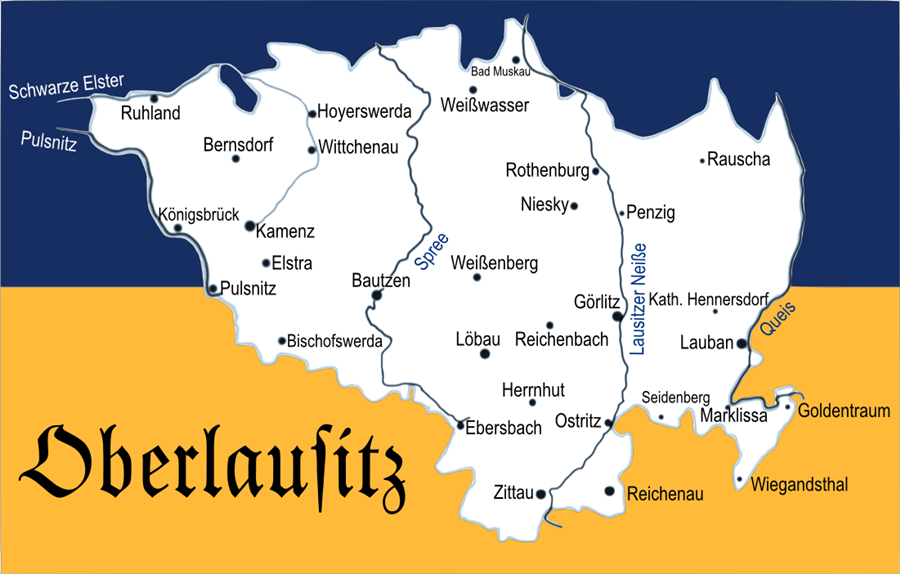
Історична мапа Верхньої Лужиці

Прапор Верхньої Лужиці

51°10′00″ пн. ш. 14°20′00″ сх. д. / 51.1666667° пн. ш. 14.3333333° сх. д.
Ве́рхня Лу́жиця (нім. Oberlausitz, в.-луж. Hornja Łužica) — історико-географічна область, розташована на території сучасної німецької землі Саксонія і в південно-західній Польщі (Нижньосілезьке воєводство). Частина історичної землі Лужиці, на якій мешкали слов'янські племена. Центр — місто Бауцен (лужицькою — Будишин).
У Верхній Лужиці поряд з німцями живе західнослов'янська народність — лужичани (20 тис. осіб). Розмовляють лужичани верхньолужицькою мовою, всі володіють німецькою.

## Історія
Територія Верхньої Лужиці в першому тисячолітті була населена слов'янським племенем мільчани. Лужичани (сорби, венди, лужицькі серби) — єдиний слов'янський народ, який живе не в слов'янській країні. Живуть в округах — Дрезден, Котбус (Німеччина). 
Територіально розселені в історичних областях — Верхній Лужиці з центром у м. Бауцен та Нижній Лужиці з центром у м. Котбус (по-лужицьки — Хошебуз). VI ст. лужицька земля, як і сусідні області басейну Ельби були населені слов'янами, які входили до групи полабських або сербських племен. Найбільші серед них були: власне серби, мільчани, нішани, гломачі, лужичани. Основним зняттям було землеробство й тваринництво.
Починаючи з VIII ст., і особливо з X ст., сербо-полабські племена піддались загарбанню сусідів — франків та інших германців, а також — польських і чеських королів. У XIII ст. племінний поділ полабських слов'ян зник, і сформувалися дві області — Верхня Лужиця (де переважали мільчани) і Нижня Лужиця — регіон розселення лужичан. 1317 р. обидві Лужиці були підкорені бранденбургським маркграфом Вольдемаром, після смерті якого цими землями заволодів чеський король Ян Люксембурзький. 
У 1367 року Верхня Лужиця увійшла до складу Богемського королівства (з 1526 р. в складі Габсбурзької монархії), а в 1635 році стала володінням Саксонського курфюрства.
У XV–XVI ст. сюди переселилося багато німецьких робітників, у зв'язку із віднайденням тут корисних копалин. Німецька колонізація послабила зв'язок лужичан із іншими слов'янами. Частина лужичан опинилась в Саксонії, інша підпала під владу прусських королів. Лужицька мова заборонялась, германізація поширювалася.
Після 1815 р. лужицькі землі були підкорені Пруссією.
Самосвідомість лужицького народу зросла після Французької революції і наполеонівських війн. На початку XIX ст. мав місце рух за культурне відродження, в якому брали участь такі лужицькі діячі як Андрій Любенський, Карл Антон, Ян Арношт Смолер, Петро Йордан та ін. У 1847 р. було створено товариство Матиця сербська, з'явилися газети лужицькою мовою.
Германізація лужичан посилилась наприкінці XIX ст., а національно-визвольний рух лужичан досяг апогею в 1905 р. (Міклавш Андріцький), з'являються культурні товариства, але під час Першої світової війни культурне життя лужичан знову завмерло під тиском німецької агресії. Після листопадової революції 1918 р. спостерігалося відродження лужицького національного руху. 
Під час панування націонал-соціалістів знищувалися лужицькі мова і школа, назви замінювались німецькими, конфіскувалися лужицькі бібліотеки. Лужичан офіційно оголосили німцями. Після Другої світової війни їхня національна культура почала поступово відроджуватись. Їм офіційно надана культурна автономія.